# D4085 (Alpes-de-Haute-Provence)
De D4085 is een departementale weg in het Franse departement Alpes-de-Haute-Provence. De weg bestaat uit drie delen. Het eerste deel loopt van de grens met Hautes-Alpes via Sisteron naar Aubignosc. In Hautes-Alpes loopt de weg verder als D1085 naar Gap en Grenoble. Het tweede deel loopt van Barrême via Castellane naar de grens met Var. Het laatste deel loopt van de grens met Var naar de grens met Alpes-Maritimes. In Alpes-Maritimes loopt de weg als D6085 verder naar Grasse en Cannes.
De eerste twee delen worden met elkaar verbonden door de N85. De laatste twee delen door de D4085 in Var.

## Geschiedenis
Oorspronkelijk was de D4085 onderdeel van de N85. In 2006 werd de weg overgedragen aan het departement Alpes-de-Haute-Provence, omdat de weg geen belang meer had voor het doorgaande verkeer. De weg is toen omgenummerd tot D4085. Alleen het gedeelte tussen Aubignosc en Barrême is nationaal gebleven als onderdeel van de route A51 - Digne-les-Bains - Pont-de-Gueydan.